# Poggio San Marcello
Offagna és un comune (municipi) de la província d'Ancona, a la regió italiana de les Marques, situat a uns 35 quilòmetres al sud-oest d'Ancona. A 1 de gener de 2019 la seva població era de 671 habitants.
Offagna limita amb els següents municipis: Belvedere Ostrense, Castelplanio, Montecarotto i Rosora.